# مارتا ون رنسلیر
مارتا ون رنسلیر (انگلیسی: Martha Van Rensselaer؛ ۲۱ ژوئن ۱۸۶۴ – ۲۶ مه ۱۹۳۲) یک آموزگار، پدیدآور، ویراستار، و یکی از دو بنیان‌گذار «دانشکدهٔ علوم اقتصاد منزل» بود که بعدها به تأسیس دانشکده بوم‌شناسی انسانی دانشگاه کورنل در ایتاکا، نیویورک منجر شد.
مارتا ون رنسلیر از مدافعان و حامیانِ اصلی به‌کارگیری علم در بهسازی کیفیت زندگی افراد در منزل بود. وی این شاخه از علم را «علوم خانگی» می‌نامید و بر روی جنبه‌های مهم خانه‌داری، تمرکز و تأکید داشت.